# II. Vilmos athéni herceg
II. Vilmos (1312 – 1338. augusztus 22.), katalánul: Guillem II d'Atenes, olaszul: Guglielmo d'Aragona, spanyolul: Guillermo II de Atenas, görögül:  Γουλιέλμος της Αραγωνίας/Γουλιέλμος Β΄ των Αθηνών, athéni és neopatraszi herceg. A Barcelonai-ház szicíliai ágából származott.

## Élete
Édesapja II. Frigyes szicíliai király, III. Péter aragón király, I. Péter néven szicíliai király, valamint Hohenstaufen Konstancia szicíliai királyi hercegnő fia. Édesanyja Anjou Eleonóra nápolyi királyi hercegnő, II. Károly nápolyi király és Árpád-házi Mária magyar királyi hercegnő lánya.
Vilmos 1317 novemberében lett Athén hercege, bátyja Manfréd halála után. Mivel még kiskorú volt, apja Athén régensévé nevezte ki törvénytelen fiát, Alfonz Frigyest. Vilmos féltestvére egészen 1330-ig viselte tisztét, ekkor visszatért Szicíliába. Az athéni hercegség régense Lanza Miklós lett.
Vilmos 1335 folyamán feleségül vette Aragóniai Máriát, II. Jakabnak, Jérica bárójának lányát, aki szintén a Barcelonai-ház sarja volt. Házasságuk gyermektelen maradt, Vilmos halála után Mária feleségül ment Rajmund Berengár aragón infánshoz, II. Jakab aragón király és Anjou Blanka nápolyi királyi hercegnő fiához. Vilmost János öccse követte az athéni trónon.